# Finale UEFA Champions League 1998
De UEFA Champions Leaguefinale van het seizoen 1997/98 was de zesde finale in de geschiedenis van de Champions League. De wedstrijd vond plaats op 20 mei 1998 in de ArenA in Amsterdam. Het Italiaanse Juventus stond voor de derde keer op rij in de finale. Voor tegenstander Real Madrid was het van 1981 geleden dat het nog eens de finale van het belangrijkste Europese toernooi gehaald had.
Bij Real Madrid speelde Clarence Seedorf mee, terwijl aan de overkant zijn ex-ploegmaat Edgar Davids op het veld stond. De twee Nederlanders speelden de volledige finale. Voor Seedorf was het zijn tweede eindzege in de Champions League.

## Voorgeschiedenis
In 1962 haalde Real Madrid de finale van de Europacup I. Het schakelde Juventus toen uit in de kwartfinale. De twee ploegen speelden toen drie keer tegen elkaar, omdat het systeem van verlengingen en strafschoppen nog niet ingevoerd was. In 1986/87 schakelde de Koninklijken Juventus uit in de 1/8 finale van de Europacup I. Deze keer zorgden strafschoppen voor de beslissing. De laatste keer dateerde van 1996. Toen schakelde Juventus Real uit in de kwartfinale van de Champions League. Juventus won later ook de finale tegen AFC Ajax.

## Record
Real Madrid won met het kleinste verschil na een goal van de Joegoslaaf Predrag Mijatović. Het was al de zevende eindzege voor de Koninklijken, een absoluut record. Real had eerder al zes keer de Europacup I gewonnen.
Juventus speelde voor de derde keer op rij de finale van de Champions League en evenaarde daarmee het record van AC Milan, dat in de drie eerste edities telkens in de finale stond. Net als Milan kon Juventus slechts een van de drie finales winnen.

### Wedstrijddetails
|                           |               |       |          |                                                                                          |
| 20 mei 1998 20:45 (UTC+2) | Real Madrid   | 1 – 0 | Juventus | Amsterdam ArenA, Amsterdam Toeschouwers: 48.500 Scheidsrechter: Hellmut Krug (Duitsland) |
| 20 mei 1998 20:45 (UTC+2) | Mijatović 67' |       |          | Amsterdam ArenA, Amsterdam Toeschouwers: 48.500 Scheidsrechter: Hellmut Krug (Duitsland) |

| Real Madrid | Juventus |

| Real Madrid:   |    |                      |            |
|                |    |                      |            |
| GK             | 25 | Bodo Illgner         |            |
| RB             | 17 | Christian Panucci    |            |
| CB             | 5  | Manuel Sanchís       |            |
| CB             | 4  | Fernando Hierro      | Kreeg geel |
| LB             | 3  | Roberto Carlos       | Kreeg geel |
| DM             | 6  | Fernando Redondo     |            |
| RW             | 27 | Christian Karembeu   |            |
| SS             | 7  | Raúl                 | 90'        |
| LW             | 10 | Clarence Seedorf     | Kreeg geel |
| CF             | 15 | Fernando Morientes   | 82'        |
| CF             | 8  | Predrag Mijatović    | 89'        |
| Wisselspelers: |    |                      |            |
| GK             | 1  | Santiago Cañizares   |            |
| DF             | 19 | Fernando Sanz        |            |
| MF             | 16 | Jaime                | 82'        |
| MF             | 11 | José Emilio Amavisca | 90'        |
| MF             | 20 | Sávio                |            |
| MF             | 18 | Víctor               |            |
| FW             | 9  | Davor Šuker          | 89'        |
| Coach:         |    |                      |            |
| Jupp Heynckes  |    |                      |            |

| Juventus:      |    |                        |            |
|                |    |                        |            |
| GK             | 1  | Angelo Peruzzi         |            |
| RWB            | 7  | Angelo Di Livio        | 46'        |
| CB             | 3  | Moreno Torricelli      |            |
| CB             | 13 | Mark Iuliano           |            |
| CB             | 4  | Paolo Montero          | Kreeg geel |
| LWB            | 22 | Gianluca Pessotto      | 71'        |
| DM             | 14 | Didier Deschamps       | 78'        |
| DM             | 26 | Edgar Davids           | Kreeg geel |
| SS             | 21 | Zinédine Zidane        |            |
| CF             | 9  | Filippo Inzaghi        |            |
| CF             | 10 | Alessandro Del Piero   |            |
| Wisselspelers: |    |                        |            |
| GK             | 12 | Michaelangelo Rampulla |            |
| DF             | 6  | Dimas Teixeira         |            |
| DF             | 15 | Alessandro Birindelli  |            |
| MF             | 20 | Alessio Tacchinardi    | 46'        |
| MF             | 8  | Antonio Conte          | 78'        |
| FW             | 18 | Daniel Fonseca         | 71'        |
| FW             | 16 | Nicola Amoruso         |            |
| Coach:         |    |                        |            |
| Marcello Lippi |    |                        |            |